# MTV Video Music Awards 2004
Die MTV Video Music Awards 2004 fanden am 29. August 2004 statt. Verliehen wurde der Preis an Videos, die vom 10. Juni 2003 bis zum 30. Juni 2004 ihre Premiere hatten. Die Verleihung fand zum ersten Mal in der American Airlines Arena in Miami, Florida statt.
Im Gegensatz zu früheren (und auch späteren) Verleihungen fehlte ein durchgängiger Moderator.
Die meisten VMAs gewannen Outkast und Jay-Z, die beide auf je vier VMAs kamen.

## Nominierte und Gewinner
Die jeweils fett markierten Künstler zeigen den Gewinner der Kategorie an.

### Video of the Year
OutKast – Hey Ya!
- D12 – My Band
- Jay-Z – 99 Problems
- Britney Spears – Toxic
- Usher (feat. Ludacris & Lil Jon) – Yeah!

### Best Male Video
Usher (feat. Ludacris & Lil Jon) – Yeah!
- Jay-Z – 99 Problems
- Prince – Musicology
- Justin Timberlake – Señorita
- Kanye West (feat. Syleena Johnson) – All Falls Down

### Best Female Video
Beyoncé – Naughty Girl
- Christina Aguilera – The Voice Within
- Alicia Keys – If I Ain’t Got You
- Jessica Simpson – With You
- Britney Spears – Toxic

### Best Group Video
No Doubt – It’s My Life
- D12 – My Band
- Good Charlotte – Hold On
- Hoobastank – The Reason
- Maroon 5 – This Love

### Best New Artist in a Video
Maroon 5 – This Love
- The Darkness – I Believe in a Thing Called Love
- Jet – Are You Gonna Be My Girl
- JoJo – Leave (Get Out)
- Kanye West (feat. Syleena Johnson) – All Falls Down
- Yellowcard – Ocean Avenue

### Best Pop Video
No Doubt – It’s My Life
- Hilary Duff – Come Clean
- Avril Lavigne – Don't Tell Me
- Jessica Simpson – With You
- Britney Spears – Toxic

### Best Rock Video
Jet – Are You Gonna Be My Girl
- The Darkness – I Believe in a Thing Called Love
- Evanescence – My Immortal
- Hoobastank – The Reason
- Linkin Park – Breaking the Habit

### Best R&B Video
Alicia Keys – If I Ain’t Got You
- Beyoncé – Me, Myself and I
- Brandy (feat. Kanye West) – Talk About Our Love
- R. Kelly – Step in the Name of Love (Remix)
- Usher – Burn

### Best Rap Video
Jay-Z – 99 Problems
- 50 Cent (feat. Snoop Dogg & G-Unit) – P.I.M.P. (Remix)
- D12 – My Band
- Lil Jon and The East Side Boyz (feat. Ying Yang Twins) – Get Low
- Ludacris (feat. Shawnna) – Stand Up

### Best Hip-Hop Video
OutKast – Hey Ya!
- The Black Eyed Peas – Hey Mama
- Chingy (feat. Ludacris & Snoop Dogg) – Holidae Inn
- Nelly (feat. P. Diddy & Murphy Lee) – Shake Ya Tailfeather
- Kanye West (feat. Syleena Johnson) – All Falls Down

### Best Dance Video
Usher (featuring Ludacris & Lil Jon) – Yeah!
- Beyoncé – Naughty Girl
- The Black Eyed Peas – Hey Mama
- Missy Elliott – I'm Really Hot
- Britney Spears – Toxic

### Breakthrough Video
Franz Ferdinand – Take Me Out
- Modest Mouse – Float On
- New Found Glory – All Downhill from Here
- Steriogram – Walkie Talkie Man
- Kanye West (feat. Syleena Johnson) – All Falls Down
- The White Stripes – The Hardest Button to Button

### Best Direction in a Video
Jay-Z – 99 Problems (Regie: Mark Romanek)
- No Doubt – It's My Life (Regie: David LaChapelle)
- OutKast – Hey Ya! (Regie: Bryan Barber)
- Steriogram – Walkie Talkie Man (Regier: Michel Gondry)
- The White Stripes – The Hardest Button to Button (Regie: Michel Gondry)

### Best Choreography in a Video
The Black Eyed Peas – Hey Mama (Choreographer: Fatima Robinson)
- Beyoncé – Naughty Girl (Choreographers: Frank Gatson und LaVelle Smith Jnr)
- Missy Elliott – I'm Really Hot (Choreographer: Hi-Hat)
- Sean Paul – Like Glue (Choreographer: Tanisha Scott)
- Usher (feat. Ludacris and Lil Jon) – Yeah! (Choreographer: Devyne Stephens)

### Best Special Effects in a Video
OutKast – Hey Ya! (Special Effects: Elad Offer, Chris Eckardt und Money Shots)
- Incubus – Megalomaniac (Special Effects: Jake Banks, Matt Marquis und Stardust Studios)
- Modest Mouse – Float On (Special Effects: Christopher Mills und Revolver Film Company)
- Steriogram – Walkie Talkie Man (Special Effects: Angus Kneale, Jamie Scott und The Mill)
- The White Stripes – The Hardest Button to Button (Special Effects: Richard de Carteret, Angus Kneale and Dirk Greene)

### Best Art Direction in a Video
OutKast – Hey Ya! (Art Director: Eric Beauchamp)
- Alicia Keys – You Don’t Know My Name (Art Director: Rob Buono)
- No Doubt – It's My Life (Art Director: Kristen Vallow)
- Steriogram – Walkie Talkie Man (Art Director: Lauri Faggioni)
- Yeah Yeah Yeahs – Maps (Art Director: Jeff Everett)

### Best Editing in a Video
Jay-Z – 99 Problems (Editor: Robert Duffy)
- Jet – Are You Gonna Be My Girl (Editor: Megan Bee)
- Simple Plan – Perfect (Editor: Declan Whitebloom)
- The White Stripes – The Hardest Button to Button (Editors: Charlie Johnston, Geoff Hounsell und Andy Grieve)
- Yeah Yeah Yeahs – Maps (Editor: Anthony Cerniello)

### Best Cinematography in a Video
Jay-Z – 99 Problems (Director of Photography: Joaquín Baca-Asay)
- Christina Aguilera – The Voice Within (Director of Photography: Jeff Cronenweth)
- Beyoncé – Naughty Girl (Director of Photography: James Hawkinson)
- No Doubt – It's My Life (Director of Photography: Jeff Cronenweth)
- Yeah Yeah Yeahs – Maps (Director of Photography: Shawn Kim)

### Best Video Game Soundtrack
Tony Hawk’s Underground (Activision)
- Madden NFL 2004 (Electronic Arts)
- Need for Speed: Underground (Electronic Arts)
- SSX 3 (Electronic Arts)
- True Crime: Streets of LA (Activision)

### MTV2 Award
Yellowcard – Ocean Avenue
- Elephant Man – Pon Di River
- Franz Ferdinand – Take Me Out
- Modest Mouse – Float On
- Twista (feat. Kanye West & Jamie Foxx) – Slow Jamz
- Yeah Yeah Yeahs – Maps

### Viewer’s Choice
Linkin Park – Breaking the Habit
- Christina Aguilera – The Voice Within
- Good Charlotte – Hold On
- Simple Plan – Perfect
- Yellowcard – Ocean Avenue

## Liveshow

### Preshow
- Jadakiss (feat. Anthony Hamilton) – Why
- Ashlee Simpson – Pieces of Me
- New Found Glory – All Downhill from Here

### Hauptshow
- Usher (feat. Ludacris & Lil Jon) – Confessions Part II/Yeah!
- Jet – Are You Gonna Be My Girl
- Hoobastank – The Reason
- Yellowcard – Ocean Avenue
- Kanye West (feat. Chaka Khan & Syleena Johnson) – Jesus Walks/All Falls Down/Through the Fire
- Lil Jon & The East Side Boyz – Get Low
- Ying Yang Twins – Salt Shaker
- Petey Pablo – Freek-a-Leek
- Terror Squad (feat. Fat Joe) – Lean Back
- Jessica Simpson – With You/Angels
- Nelly (feat. Christina Aguilera) – Tilt Ya Head Back
- Alicia Keys (feat. Lenny Kravitz & Stevie Wonder) – If I Ain’t Got You/Higher Ground
- The Polyphonic Spree – Hold Me Now
- OutKast – Prototype/The Way You Move/Ghettomusick/Hey Ya!

## Auftritte

### Preshow
- Kurt Loder & SuChin Pak – präsentierten die professionellen Kategorien sowie das Breakthrough Video

### Hauptshow
- Jennifer Lopez –eröffnete die Show und sagte Usher an
- Will Smith – sagte Shaquille O’Neal an und präsentierte mit ihm Best Pop Video
- Hilary Duff und Matthew Lillard – präsentierten Best Rap Video
- Shakira – kündigte Jet, Hoobastank und Yellowcard an
- Jon Stewart – trat in verschiedenen Spots für den Viewer's Choice Award auf
- Omarion und Eva Mendes – präsentierten Best Female Video
- Marc Anthony – kündigte Kanye West an
- Christina Aguilera und Missy Elliott – präsentierten Best Male Video
- Carson Daly – kündigten die Kerry- und Bush-Schwestern an
- Die Kerry- (Alexandra und Vanessa) und Bush-Schwestern (Barbara und Jenna) riefen die Zuschauer zum Wählen bei den nächsten Präsidentschaftswahlen und riefen zu Spenden für das Rote Kreuz auf, die sich um die Opfer des Hurricane Charley kümmern
- Lenny Kravitz und Naomi Campbell – präsentierten Best R&B Video
- Dave Chappelle – spielte einen Sketch und kündigte  Lil Jon, Petey Pablo & Terror Squad an
- Gwen Stefani und Owen Wilson – präsentierten Best Rock Video
- Mary-Kate und Ashley Olsen – kündigten Jessica Simpson an
- D12 und Good Charlotte (Benji and Joel Madden) – präsentierten Best Video Game Soundtrack
- Rev. Al Sharpton – trat zusammen mit Jon Stewart auf
- Jimmy Fallon, Queen Latifah und Wayne Coyne – präsentierten Best Hip-Hop Video
- Will Forte – spielte Gary in einem Sketch und kündigte Wayne Coyne an
- Xzibit und Ludacris – kündigten Nelly und Christina Aguilera an
- P. Diddy und Mase – präsentierten Best Dance Video
- Christina Milian und LL Cool J – kündigten Alicia Keys an
- Paris Hilton und Nick Lachey – präsentierten Best Group Video
- Ashlee Simpson und Tony Hawk –präsentierten Best New Artist in a Video
- Alicia Keys – erinnerte an Ray Charles
- Beastie Boys und „Sasquatch“ – präsentierten den MTV2 Award
- Mandy Moore und Marilyn Manson –kündigten The Polyphonic Spree an
- JoJo – kündigte Kaitlin Sandeno, Kerri Walsh, Misty May und Carly Patterson vor und präsentierte Viewer's Choice mit ihnen
- Gwyneth Paltrow – präsentierte Video of the Year
- John Mellencamp und Amy Lee –kündigte OutKast an
- die MTV VJs Sway, La La, Damien Fahey und Vanessa Minnillo traten bei Backstage-Interviews auf

## Sonstiges
- Beyoncé und Jay-Z präsentierten sich zum ersten Mal der Öffentlichkeit als Paar.[1]